# Siam Shade IV - Zero
Siam Shade IV - Zero é o quarto álbum de estúdio da banda japonesa Siam Shade, lançado em 21 de janeiro de 1998. É o álbum mais bem sucedido da banda.

## Desempenho comercial
Siam Shade IV - Zero alcançou a terceira posição na Oricon Albums Chart e permaneceu por oito semanas.
Em fevereiro de 1998, foi certificado disco de ouro pela RIAJ por vender mais de 200,000 cópias.

## Faixas
| N.º            | Título                                                                                      | Duração |  |
| 1.             | "Dear..."                                                                                   | 4:00    |  |
| 2.             | "No! Marionette"                                                                            | 2:55    |  |
| 3.             | "1/3 no Junjō na Kanjō"                                                                     | 3:44    |  |
| 4.             | "Bloody Train"                                                                              | 4:00    |  |
| 5.             | "Money is king?"                                                                            | 4:08    |  |
| 6.             | "Dareka no Kimochi wo Kangaeta Koto ga Arimasu ka?" (誰かの気持ちを考えたことがありますか?) | 6:40    |  |
| 7.             | "Virtuoso"                                                                                  | 4:21    |  |
| 8.             | "if ~hitorigoto~" (if 〜ひとりごと〜)                                                       | 4:16    |  |
| 9.             | "Love Vampire"                                                                              | 4:39    |  |
| 10.            | "Passion (Album Version)"                                                                   | 4:03    |  |
| 11.            | "Shout out"                                                                                 | 6:00    |  |
| Duração total: | Duração total:                                                                              | 60:15   |  |

## Singles

### Passion
- Passion é o quinto single da banda Siam Shade, sendo lançado em 10 de Julho de 1997.

#### Faixas do Álbum
- - 01 Passion
  - 02 Makin' Your Life
  - 03 Passion (Karaokê)

### 1/3 no Junjou na Kanjou
- 1/3 no Junjou na Kanjou é o sexto single da banda Siam Shade, e também sua canção mais famosa, tendo sido lançada em 27 de Novembro de 1997. A canção fez parte do anime de grande sucesso Rurouni Kenshin - conhecido no Brasil como Samurai X.

#### Faixas do Álbum
- - 01 1/3 no Junjou na Kanjou
  - 02 D.D.D.
  - 03 1/3 no Junjou na Kanjou (Karaokê)